# Philippe d'Arschot Schoonhoven

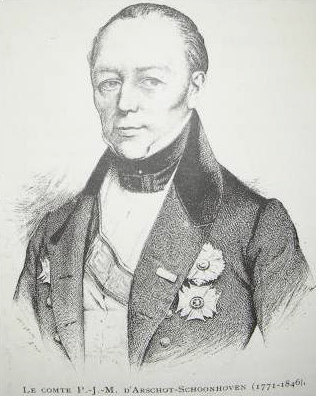

Philippe Jean Michel d'Arschot Schoonhoven (Voort, 24 december 1771 - Brussel, 14 juni 1846) was grootmaarschalk aan het Hof, gouverneur, senator en lid van het Belgisch Nationaal Congres.

## Oorsprong en familie
De voorgeschiedenis van de familie D'Arschot Schoonhoven gaat ver terug in de tijd en is ook enigszins verward. De vroegste stamvader wordt geciteerd in 1226. Na generaties die zich uitsluitend heer van Schoonhoven noemden, werd Filips van Schoonhoven (ca. 1582-1650), heer van Waanrode geworden door huwelijk, de eerste die af en toe 'van Arschot' aan zijn naam toevoegde. Het was de tijd toen in 1623 ten gunste van een afstammeling van een andere tak, Henricus de Rivière (1594-1656), door keizer Ferdinand II diens heerlijkheid van Heers in het Land van Loon, tot graafschap werd verheven en Henricus de titel graaf van Aarschot en van het Heilige Roomse Rijk kreeg. Filips van Schoonhoven was in diezelfde periode van Brabant naar Luik vertrokken, had zich daar ingeburgerd en werd lid van de Staten van het prinsbisdom. Hij zocht wellicht naar middelen om zijn ster méér te doen schitteren in zijn nieuwe omgeving.
Zijn zoon Jean (1622-1674) noemde zich voortaan praktisch altijd D'Arschot Schoonhoven en zijn zoon Philippe-Robert d'Arschot Schoonhoven (1657-1737) begon zich motu proprio baron te noemen. Ook de twee volgende generaties gebruikten die titel, en vervolgens kwam Philippe-Robert d'Arschot Schoonhoven (1733-1785) die zich zonder verpinken 'graaf' noemde. Wellicht had hij gewacht tot de laatste mannelijke afstammeling van Henricus de Rivière verdwenen was. Deze Henricus de Riviere had met zijn vrouw Catherine de Douve veertien kinderen, zodat hij terecht kon zeggen: Wie zal het einde van deze rivieren zien?. Nochtans stierven al zijn zonen zonder afstamming en in 1744 overleed zijn dochter Barbe, abdis van Herkenrode, als laatste naamdrager. Op haar grafsteen werd gebeiteld 'In me rivus extinctus est': de rivier was opgedroogd. De weg lag dus open. 'Audaces fortuna juvat' was vaak de lijfspreuk van edellieden (of zelfs burgers) die zich adellijke titels aanmaten. Geen enkele bevestiging van deze titels heeft onder het ancien régime sporen nagelaten. Alleen zijn er de processen-verbaal van opname van D'Arschot Schoonhoves in de Tweede stand van prinsbisdom Luik (1666, 1709, 1743 en 1757).
Er kwam wél een adelserkenning onder het Verenigd Koninkrijk der Nederlanden in 1816 ten gunste van Philippe d'Arschot, onder de naam D'Aerschot Schoonhoven. Hij werd lid van de ridderschap in Limburg, met de titel van graaf, overdraagbaar op al zijn nakomelingen en hij voerde de optimistische familiale wapenspreuk 'Espoir pour guide'. In de adelbrief werd vermeld dat hij een afstammeling was van Hendricus de Rivière, wat onjuist was. Hij was de zoon van jonkheer Philippe-Robert d'Arschot Schoonhoven, die zich als eerste 'graaf' had genoemd en burgemeester van Luik was geweest, en van Isabelle de Thyribu, laatste vrouwe van Voort. Zelf trouwde hij in 1796 met Constance van der Noot (1775-1809) en in tweede huwelijk in 1810 met Ursule de Berlo Suys (1772-1824). Uit het eerste huwelijk kreeg hij vijf kinderen, van wie twee de volwassen leeftijd bereikten, onder wie als enige zoon senator Guillaume d'Arschot Schoonhoven (1800-1876) die tien kinderen had en aldus voor nazaten zorgde, tot op heden. Het gezin verliet Waanrode en nam voortaan Voort als voornaamste residentie, om een paar generaties later naar Waanrode terug te keren.

## Levensloop
In 1782, pas tien jaar oud, werd Philippe d'Arschot hofknaap bij prins-bisschop Velbrück, die hem het jaar daarop de heerlijkheid Haspengouw toezegde die aan zijn overleden vader had toebehoord en waar hij grootbaljuw van werd. In 1789 diende hij als kapitein in de lijfwacht van prins-bisschop Hoensbroeck, maar toen die op de vlucht sloeg, verliet D'Arschot eveneens Luik voor Keulen en Bonn waar hij het diploma van licentiaat in de rechten verwierf. Hij kwam nadien weer naar Luik, maar vluchtte opnieuw in 1794 voor de Franse troepen, om dan na de Terreur terug te keren en te trouwen.
Tot aan de staatsgreep van 18 Brumaire leefde hij teruggetrokken op zijn landgoed in Voort (thans, naar een latere eigenaar, kasteel de Tornaco genoemd). Toen verzoende hij zich met het nieuwe regime en werd hij op 29 mei 1800 burgemeester van Voort. Op 31 mei werd hij lid van de algemene raad van het departement Nedermaas en werd wat later voorzitter van de raad voor het kanton Borgloon. Hij behield deze verschillende mandaten tot in 1814 en tot viermaal toe maakte hij deel uit van een departementale delegatie die naar Parijs trok. D'Arschot was tevens voorzitter van het Armenbestuur voor het kanton Borgloon en in deze functie zette hij zich in om de vooroordelen tegen inentingen te bestrijden.
In 1814 trok hij zich eerst weer op zijn landgoed terug, maar de nieuwe bestuurders deden op hem beroep om in een commissie te zetelen die bijzondere belastingheffingen moest zien te innen. Hij slaagde erin de geëiste sommen bijeen te krijgen zonder nieuwe belastingen, alleen door betere inning en beheer van de gewone belastingen.
Hij werd vervolgens opgenomen in de activiteiten van het nieuwe Verenigd Koninkrijk der Nederlanden, eerst in de Geheime Raad van Willem I waar hij zich afzette tegen reactionaire ideeën van sommige van zijn collega's. In 1815 werd hij gelast met een inspectietocht in de departementen Nedermaas en Ourte. Ten slotte werd hij tot lid benoemd van de Commissie voor de Grondwet. Daar pleitte hij voor het behoud van alle beschikkingen die vooruitstrevend waren geweest in de Franse wetgeving.
De benoemingen volgden elkaar op. Hij werd staatsraad in buitengewone dienst. In maart 1818 werd hij gouverneur van Zuid-Brabant en zette zich in voor de administratieve reorganisatie. Toen hij op 1 februari 1823 gouverneur van Antwerpen moest worden, achtte hij dit een degradatie en weigerde hij.
Het jaar daarop werd hij niettemin tot lid van de Eerste Kamer benoemd en gedroeg er zich als een van de weinige opposanten. Op 16 mei 1829 hield hij een redevoering ter verdediging van de Franse taal, die heel wat weerklank vond. Op 29 mei sprak hij voor de persvrijheid en hield voor dat een beknotting ervan gevaren inhield voor de monarchie zelf.

## Het Belgisch koninkrijk
Op 7 september 1830 behoorde D'Arschot tot de delegatie van zeven personen die in Vilvoorde de bestuurlijke scheiding ging bespreken met de kroonprins. Vervolgens woonde hij in Den Haag de korte parlementaire zitting bij waar de koning werd aangemaand zijn zoon als onderhandelaar naar België te sturen. Willem I aarzelde, benoemde pas de prins van Oranje op 5 oktober, en toen was het te laat. De prins wilde zich nog door een Raad laten omringen maar alle leden die hij wilde benoemen, D'Arschot inclusief, weigerden.
Einde oktober werd D'Arschot verkozen voor het Nationaal Congres, zowel in Brussel als in Hasselt. Hij opteerde voor Brussel. In het Congres speelde hij een voorname rol, onder meer als vicevoorzitter van het 'Comité diplomatique' dat dienstdeed als ministerie van buitenlandse zaken. Hij behoorde tot de delegatie die naar koning Lodewijk Filips I van Frankrijk trok begin februari 1831 en vervolgens tot de delegatie die in Londen ging onderhandelen met de Mogendheden en met Leopold van Saksen Coburg.
In het Nationaal Congres was hij actief. Voor wat de controversiële zaak betrof van het eeuwigdurend uitsluiten van de Nassaus verdedigde hij de mening dat hiervoor geen haast was, maar toen dit toch door sommigen als een prioriteit werd opgedrongen, stemde hij voor de uitsluiting. Hij stemde voor de monarchie, omdat hij hierin een middel zag om zeker alle verlangens te onderdrukken van sommigen die een aanhechting bij Frankrijk voorstonden. Bij de stemming over een staatshoofd, stemde hij niettemin, na veel aarzelen, voor de hertog van Nemours. Hij stemde voor Surlet de Chokier, voor Leopold van Saksen Coburg en voor de aanvaarding van het Verdrag der XVIII Artikelen. Hij behoorde dus tot de gematigden die staatsmanszin boven ondoordachte beslissingen verkozen.
Hij behoorde ook tot de commissie die het onthaal van de nieuwe koning in Brussel voorbereidde. Deze benoemde hem onmiddellijk tot grootmaarschalk van het Hof. Een van zijn opdrachten was het protocol vast te leggen dat aan het Hof van kracht werd. Hij was ook de koning nabij en was zijn getuige toen hij op 9 augustus 1832 in Compiègne met Louise Marie van Orléans trouwde.
De hoge functie aan het Hof belette niet dat D'Arschot zich in 1831 ook liet verkiezen tot senator. Van 1836 tot 1839 was hij zelfs vicevoorzitter van de Hoge Vergadering. Dat hij niet alleen vrienden telde, daar getuigde het pamflet van, anoniem geschreven door de orangist Théodore Dotrenge, met een in vitriool gedoopte pen, dat in 1834 werd gepubliceerd. Onnodig te zeggen dat hij in 1839 het Verdrag der XXIV Artikelen goedkeurde. Dit betekende echter ook het einde van het unionisme en bij de daaropvolgende verkiezingen, waarbij aan Philppe d'Arschot werd verweten dat hij te veel 'la voix de son maître' was, werd hij niet herkozen.
Philippe d'Arschot, die, als een van de 23 stichters, ook een belangrijk aandeelhouder was geworden van de 'Société Générale' bleef verder het ambt van grootmaarschalk vervullen tot hij onverwacht in het koninklijk paleis overleed. Hij liet een uitgebreide autobiografie na.